# Alexander Grigorjewitsch Wologdin
Alexander Grigorjewitsch Wologdin (russisch Александр Григорьевич Вологдин, englische Transkription Alexander Vologdin; * 28. Februarjul. / 11. März 1896greg. in Roschdestwenskoje (Gouvernement Perm); † 28. September 1971 in Moskau) war ein russischer Geologe und Paläontologe.
Wologdin war ein namhafter russischer Paläontologe, der sich insbesondere mit der Geologie Sibiriens befasste. 1925 machte er seinen Abschluss am Leningrader Bergbauinstitut und arbeitete danach im Geologischen Komitee der Sowjetrepubliken. 1939 wurde er korrespondierendes Mitglied der Akademie der Wissenschaften der UdSSR. Ab 1943 war er am Paläontologischen Institut der Russischen Akademie der Wissenschaften. 1947 erhielt er den Charles Doolittle Walcott Medal für seine Studien über kambrische und präkambrische Algen und Archaeocyatha. Daneben befasste er sich mit Stratigraphie, Ingenieurgeologie, Hydrogeologie und Lagerstätten von nutzbaren Mineralien. Er erhielt den Orden des Roten Banners der Arbeit.
Er wurde 1949 mit anderen in den Krasnojarsker Geologen Prozessen angeklagt und 1950 zu 25 Jahren Zwangsarbeit verurteilt, die er in der Kolyma Region ableistete. Er war Teil einer Gruppe von Geologen, die tagsüber in Magadan zur Arbeit gingen und nachts wieder ins Lager mussten. 1954 wurde er wieder vollständig rehabilitiert. In den Prozessen wurden sibirischen Geologen vorgeworfen, Informationen über Erzvorkommen (speziell Uran) in Sibirien geheim gehalten zu haben. Insgesamt wurden 27 Geologen verhaftet.